# Liste der Chief Minister von Bihar
Die folgende Tabelle listet die Chief Minister von Bihar mit Amtszeit und Parteizugehörigkeit auf.
| #  | Name                         | Amtsantritt       | Ende der Amtszeit  | Partei                            |
| 1  | Srikrishna Sinha             | 15. August 1947   | 30. Januar 1961    | Indischer Nationalkongress        |
| 2  | Deep Narayan Singh           | 31. Januar 1961   | 17. Februar 1961   | Indischer Nationalkongress        |
| 3  | Binodananda Jha              | 18. Februar 1961  | 30. September 1963 | Indischer Nationalkongress        |
| 4  | Krishna Ballabh Sahay        | 1. Oktober 1963   | 4. März 1967       | Indischer Nationalkongress        |
| 5  | Mahamaya Prasad Sinha        | 5. März 1967      | 27. Januar 1968    | Soshit Dal                        |
| 6  | Satish Prasad Sinha          | 28. Januar 1968   | 31. Januar 1968    | Soshit Dal                        |
| 7  | Bindeyyeshwari Prasad Mandal | 1. Februar 1968   | 22. Februar 1968   | Soshit Dal                        |
| 8  | Bhola Paswan Shastri         | 23. Februar 1968  | 28. Juni 1968      | Indischer Nationalkongress        |
|    | (President’s rule)           | 29. Juni 1968     | 28. Februar 1969   |                                   |
| 9  | Harihar Prasad Singh         | 1. März 1969      | 21. Juni 1969      | Indischer Nationalkongress        |
| 10 | Bhola Paswan Shastri         | 22. Juni 1969     | 3. Juli 1969       | Indischer Nationalkongress        |
|    | (President’s rule)           | 4. Juli 1969      | 15. Februar 1970   |                                   |
| 11 | Daroga Prasad Rai            | 16. Februar 1970  | 21. Dezember 1970  | Indischer Nationalkongress        |
| 12 | Karpoori Thakur              | 22. Dezember 1970 | 1. Juni 1971       | Bharatiya Kranti Dal              |
| 13 | Bhola Paswan Shastri         | 2. Juni 1971      | 8. Januar 1972     | Indischer Nationalkongress        |
|    | (President’s rule)           | 9. Januar 1972    | 18. März 1972      |                                   |
| 14 | Kedar Pandey                 | 19. März 1972     | 1. Juli 1973       | Indischer Nationalkongress        |
| 15 | Abdul Ghafoor                | 2. Juli 1973      | 10. April 1975     | Indischer Nationalkongress        |
| 16 | Jagannath Mishra             | 11. April 1975    | 29. April 1977     | Indischer Nationalkongress        |
|    | (President’s rule)           | 30. April 1977    | 23. Juni 1977      |                                   |
| 17 | Karpoori Thakur              | 24. Juni 1977     | 20. April 1979     | Janata Party                      |
| 18 | Ram Sundar Das               | 21. April 1979    | 16. Februar 1980   | Janata Party                      |
|    | (President’s rule)           | 17. Februar 1980  | 7. Juni 1980       |                                   |
| 19 | Jagannath Mishra             | 8. Juni 1980      | 13. August 1983    | Indian National Congress (Indira) |
| 20 | Chandra Shekhar Singh        | 14. August 1983   | 24. März 1985      | Indischer Nationalkongress        |
| 21 | Bindeshwari Dubey            | 25. März 1985     | 13. Februar 1988   | Indischer Nationalkongress        |
| 22 | Bhagwat Jha Azad             | 14. Februar 1988  | 10. März 1989      | Indischer Nationalkongress        |
| 23 | Satyendra Narayan Sinha      | 11. März 1989     | 5. Dezember 1989   | Indischer Nationalkongress        |
| 24 | Jagannath Mishra             | 6. Dezember 1989  | 9. März 1990       | Indischer Nationalkongress        |
| 25 | Lalu Prasad Yadav            | 10. März 1990     | 27. März 1995      | Janata Dal                        |
|    | (President’s rule)           | 28. März 1995     | 3. April 1995      |                                   |
| 26 | Lalu Prasad Yadav            | 4. April 1995     | 24. Juli 1997      | Janata Dal                        |
| 27 | Rabri Devi Yadav             | 25. Juli 1997     | 11. Februar 1999   | Rashtriya Janata Dal              |
|    | (President’s rule)           | 12. Februar 1999  | 8. März 1999       |                                   |
| 28 | Rabri Devi Yadav             | 9. März 1999      | 2. März 2000       | Rashtriya Janata Dal              |
| 29 | Nitish Kumar                 | 1. März 2000      | 9. März 2000       | Samata Party                      |
| 30 | Rabri Devi Yadav             | 10. März 2000     | 6. März 2005       | Rashtriya Janata Dal              |
|    | (President’s rule)           | 7. März 2005      | 23. November 2005  |                                   |
| 31 | Nitish Kumar                 | 24. November 2005 | 19. Mai 2014       | Janata Dal (United)               |
| 32 | Jitan Ram Manjhi             | 20. Mai 2014      | 20. Februar 2015   | Janata Dal (United)               |
| 33 | Nitish Kumar                 | 22. Februar 2015  | im Amt             | Janata Dal (United)               |